# Capropodocerus
Capropodocerus (лат.) — род ракообразных из отряда бокоплавов. Включает два вида, собранных на глубинах от 775 до 873 м море Кумано и у восточного побережья Мияги (Япония).

## Описание
Capropodocerus имеет удлинённые перониты 1—3 сходные с Neoxenodice, но отличается от него отсутствием уропода 2 и тем, что перонит 3 по крайней мере в два раза длиннее перонита 4. Род Capropodocerus также сходен с Laetmatophilus и Leipsuropus (Podoceridae), имея только две пары уроподов, но отличается от них тем, что i) перонит 1 длиннее головы и ii) перонит 3 по крайней мере вдвое длиннее перонита 4; у рода Capropodocerus три уросомы, а у Laetmatophilus — две уросомы. Два вида Capropodocerus различаются i) отношением длины педункула антенны 1 к жгутику, ii) формой гнатопода 2, iii) наличием или отсутствием среднезаднего треугольного выступа на дактилусе гнатопода 2 и iv) отношением длины основания к мерусу переопода 3.

## Классификация
- Capropodocerus tagamaru Matsumoto et al., 2023 (собран с глубины 775—800 м в море Кумано, Япония)
- Capropodocerus kamaitachi Matsumoto et al., 2023 (собран с глубины 840—873 м у восточного побережья Мияги, Япония)